# East Dunbartonshire
L'East Dunbartonshire est un council area écossais se situant au nord de Glasgow, à la lisière des monts Highlands, et sillonné par le canal de Forth et Clyde.

## Villes et villages
- Auchenhowie
- Auchinairn (en)
- Auchenreoch (en)
- Baldernock (en)
- Balmore (en)
- Bardowie (en)
- Bearsden
- Birdston (en)
- Bishopbriggs
- Cadder (en)
- Clachan of Campsie (en)
- Kirkintilloch, capitale administrative
- Lennoxtown
- Lenzie
- Woodilee Village (en)
- Milngavie
- Milton of Campsie
- Torrance
- Twechar
- Waterside (en)